# 로라 오스네스
로라 오스네스(Laura Osnes, 1985년 11월 19일 ~ )는 브로드웨이에서 활동하는 미국의 배우, 가수이다.

## 참여 작품

### 텔레비전
- 레이트 쇼 위드 데이비드 레터먼
- 엘리멘트리
- 더 마블러스 미세스 메이즐
- 다이너스티 (2017년 드라마)

## 연극
- 그리스 (뮤지컬)
- 오만과 편견
- 사운드 오브 뮤직
- 서푼짜리 오페라

## 디스코그래피
- 그리스 (뮤지컬)
- 데스노트 (뮤지컬)